# Lana (Navarre)
Pour les articles homonymes, voir Lana (homonymie).
Ne doit pas être confondu avec Lana (Italie).
Lana est une ville et une commune de la communauté forale de Navarre (Espagne).
Elle est située dans la zone non bascophone de la province dans la mérindade d'Estella et à 71,6 km de sa capitale, Pampelune. Le castillan est la seule langue officielle alors que le basque n’a pas de statut officiel. Le secrétaire de mairie est aussi celui de Mués, Piedramillera, Sorlada.

## Géographie
| Nom village | Pop. (2006) |
| ----------- | ----------- |
| Galbarra    | 48          |
| Gastiáin    | 64          |
| Narcué      | 31          |
| Ulíbarri    | 24          |
| Viloria     | 39          |

## Démographie
| Évolution démographique                              | Évolution démographique | Évolution démographique | Évolution démographique | Évolution démographique | Évolution démographique | Évolution démographique | Évolution démographique | Évolution démographique | Évolution démographique | Évolution démographique |
| 1996                                                 | 1998                    | 1999                    | 2000                    | 2001                    | 2002                    | 2003                    | 2004                    | 2005                    | 2006                    | 2007                    |
| ---------------------------------------------------- | ----------------------- | ----------------------- | ----------------------- | ----------------------- | ----------------------- | ----------------------- | ----------------------- | ----------------------- | ----------------------- | ----------------------- |
| 213                                                  | 219                     | 218                     | 215                     | 214                     | 213                     | 213                     | 215                     | 213                     | 206                     | 197                     |
| Sources: Lana et instituto de estadística de navarra |                         |                         |                         |                         |                         |                         |                         |                         |                         |                         |

### Sources
- (es) Cet article est partiellement ou en totalité issu de l’article de Wikipédia en espagnol intitulé « Lana (Navarra) » (voir la liste des auteurs).